# Sint-Jan-Berchmanskerk (Etterbeek)
De Sint-Jan-Berchmanskerk (Frans: Église Saint-Jean-Berchmans) is een rooms-katholiek gebedshuis, gelegen aan de Sint-Michielslaan te Etterbeek (gemeente van het Brussels Hoofdstedelijk Gewest in België).

## Geschiedenis
Het gebouw maakt deel uit van het Sint-Michielscollege dat werd opgericht door de paters Jezuïeten. De bouw van deze onderwijsinstelling en de aansluitende kerk waren eigenlijk een voorbode van de aanleg van de Brusselse spoorwegtunnel die het zuiden van de stad met het noorden verbindt: de zogenaamde Noord-Zuidverbinding.
Inderdaad, bij de aanvang van de 20ste eeuw, omstreeks 1902, hadden de paters Jezuïeten een internaat aan de Ursulinenstraat te Brussel onder hun hoede. Ingevolge de plannen voor de bouw van de tunnel werd dat gebouw onteigend en moest het vóór 1908 ontruimd worden.
Bijgevolg werd bij hoogdringendheid naar een ander terrein uitgekeken, waarop -tussen 1902 en 1905- het nieuwe college werd gebouwd.
De aansluitende kerk is gewijd aan de Belgische jezuïet en heilige: Sint-Jan-Berchmans (° Diest, 13 maart 1599, † Rome, 13 augustus 1621).
De eerste steen van de Sint-Jan-Berchmanskerk werd zowat drie jaar na de bouw van het college gelegd, namelijk op donderdag, 13 augustus 1908. Deze eer viel te beurt aan de nuntius voor België, Monseigneur Johannes Tacci Porcelli, aartsbisschop van Nicea.
Aan de kerk werd in hoog tempo gebouwd, en de wijding geschiedde 4 jaar later, op maandag, 22 juli 1912, door Monseigneur Joseph van Reeth (° 1843, † 1923), bisschop van Galle (Sri Lanka).
Als geestelijk en sociaal centrum stond de kerk in de eerste plaats ten dienste van het Sint-Michielscollege. Echter, mettertijd werd de aandacht ten behoeve van de omwonenden uitgebreid. Zo werden de week- en zondagmissen voor iedereen toegankelijk, doch de functie bleef in de eerste plaats collegekerk en niet parochiekerk. Er vinden dus noch doopsels, noch huwelijken, noch uitvaartdiensten plaats.

## Architectuur
De kerk werd gebouwd volgens het ontwerp van de Brusselse architect Joseph Prémont die zich voor dit project liet inspireren door de romaanse Sint-Servaasbasiliek te Maastricht.

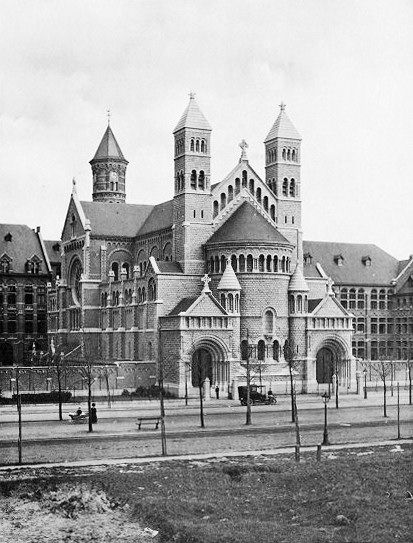
De kerk ten tijde van haar afwerking in 1912.

## Exterieur
De kerk heeft de vorm van een Latijns kruis en is opgetrokken in neoromaanse stijl. Als bouwmateriaal voor de gevel werd grijze hardsteen van Gileppe gebruikt. De half cirkelvormige nis nabij de twee romaanse ingangen is geflankeerd door twee torens.
Centraal, in een nis boven de vensters, ziet men een beeld dat de aartsengel Michaël (de patroonheilige van het college) voorstelt.

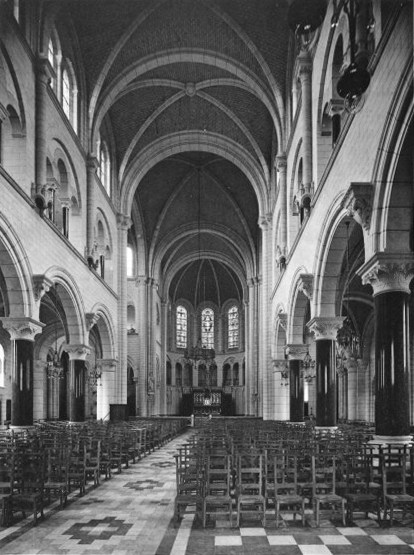
Het interieur van de kerk in 1912.

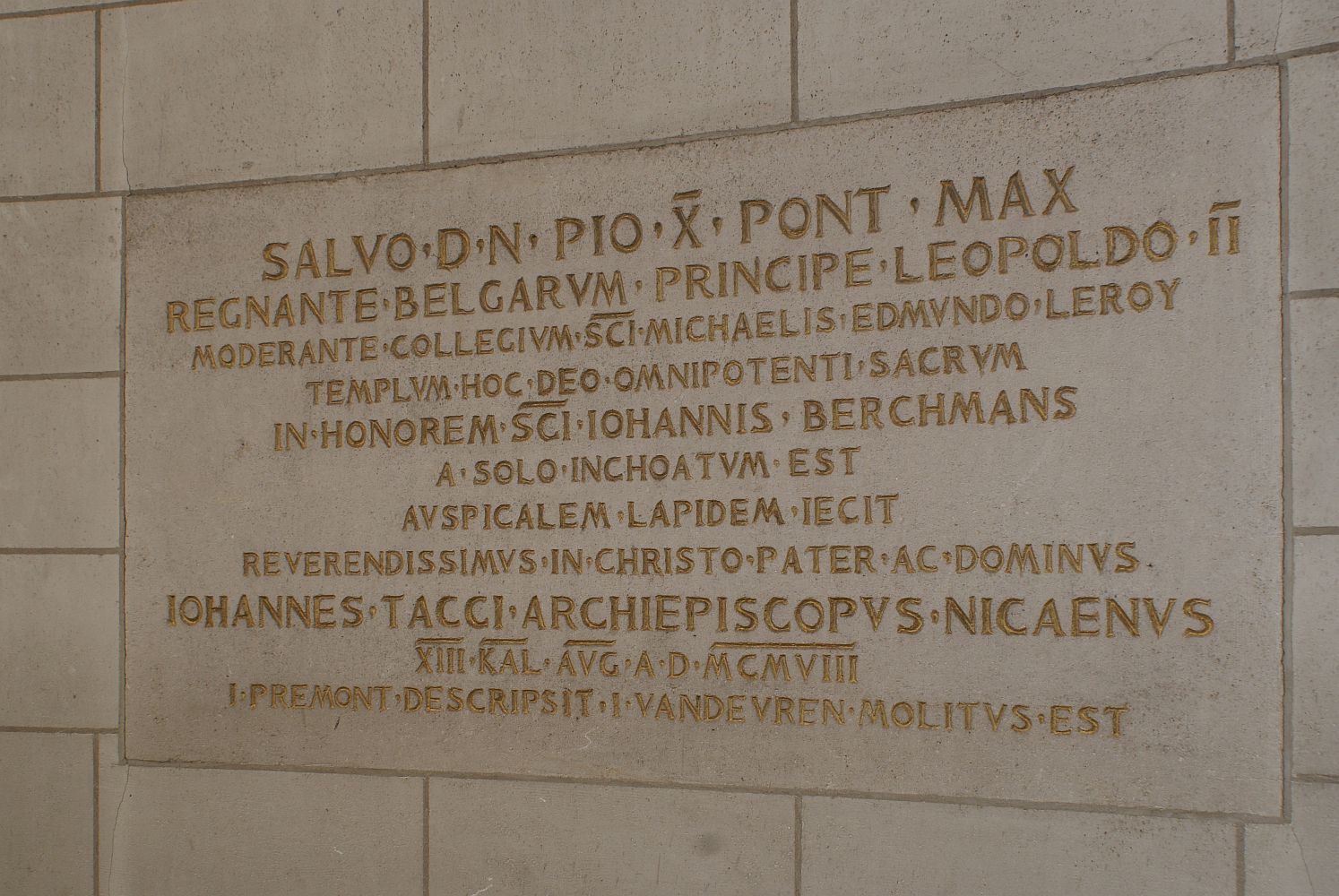
Gedenksteen voor de ceremonie van de eerstesteenlegging door aartsbisschop Tacci op XIII Kalendae Augusti, dus op donderdag, 13 augustus 1908.

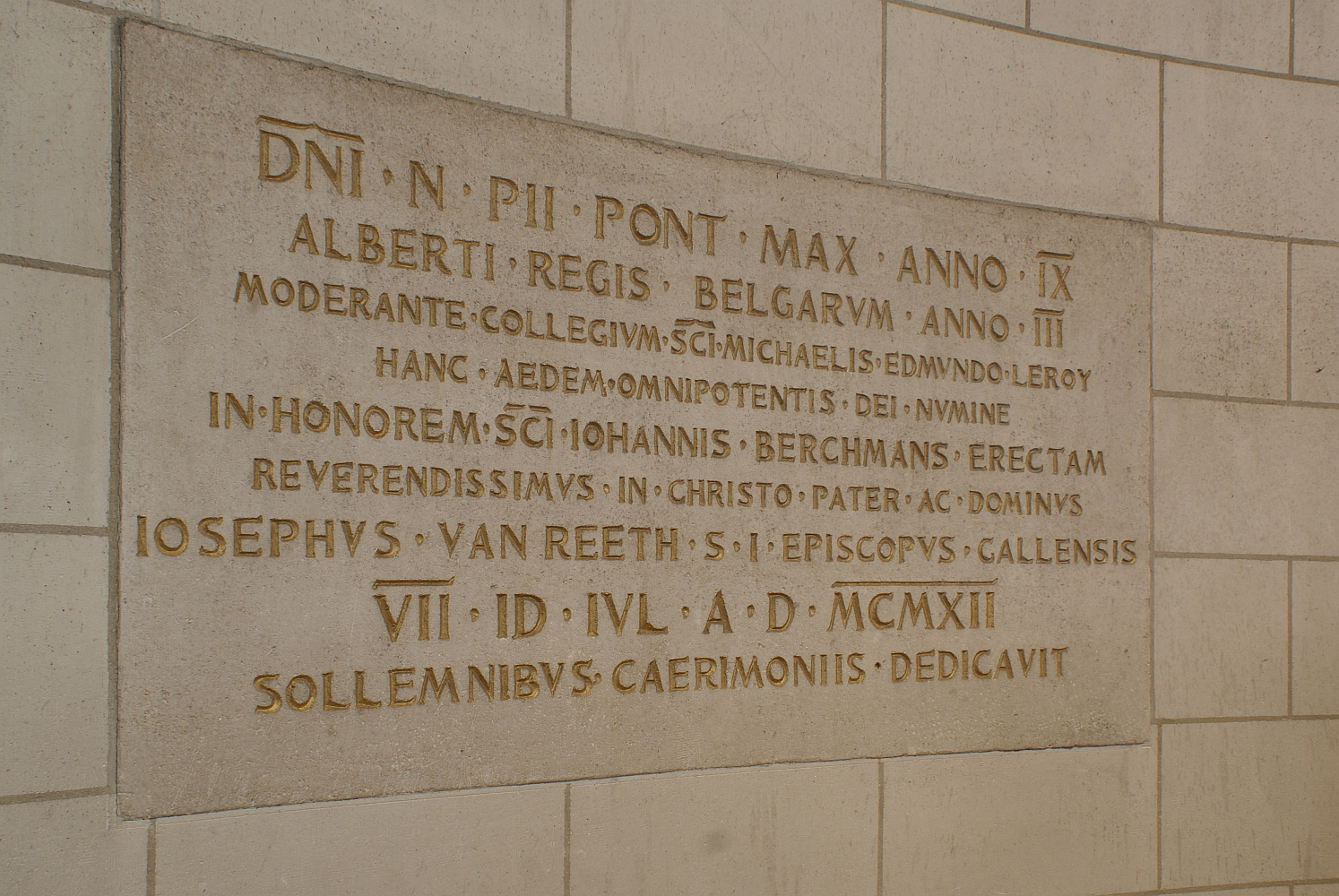
Gedenksteen voor de wijding door bisschop J. Van Reeth op VII ID IUL, dus VII IDUS JULIUS (Romeinse Kalender), met andere woorden: maandag, 22 juli 1912 (actuele kalender).

## Interieur
Zoals in vele kerken uit die tijd het geval is, werd het originele hoofdaltaar getekend door de architect zelf, in dit geval dus Joseph Prémont. Op het altaar in kwestie stond een tabernakel dat in een retabel was ingewerkt. Het was versierd met koperen beeldjes en werd voorgesteld op de Wereldtentoonstelling van Brussel in 1910. Echter, ingevolge de veranderingen ingegeven door het Tweede Vaticaans Concilie, zijn een aantal elementen van het interieur veranderd. Zo werd een nieuw altaar quasi centraal in de viering geplaatst. Het originele altaar dat in het hoogkoor stond, is thans verdwenen.
Het brede drieledige schip en de verhoudingsgewijze kleine kruisbeuk zijn opgebouwd uit drie niveaus, waarbij op elk niveau vensters voor de nodige lichtinval zorgen. Daardoor geeft de kerk een zeer lichte indruk.
Op het middelste niveau zijn tribunes zichtbaar.
Links en rechts van het hoogkoor bemerkt men kleinere kapellen die gebouwd zijn in de vorm van een nis.
De kapitelen zijn gemaakt uit witte Euvillesteen, en zijn alle versierd met een verschillend motief.
Een aantal pilaren is vervaardigd uit groen gepolijst Labradorgraniet.
In het schip staan -boven de pilaren- de beeltenissen van zes heiligen van de jezuïetenorde, elk op een voetstuk. In overweging nemende dat de kerk deel uitmaakt van een college en dus in belangrijke mate een jong publiek heeft, stellen deze beelden onder meer zeer jonge heiligen en missieheiligen voor.
Aan de linkerzijde, in de richting van het altaar, ziet men St-Alphonsus Rodriguez (° Spanje, 25 juli 1533, † Palma de Mallorca, 31 oktober 1617), St-Franciscus van Geronimo (° Italië, 17 december 1642, † Napels, 11 mei 1716) en de zeer jong gestorven St-Stanislas Kostka (° Polen, 28 oktober 1550, † Rome, 15 augustus 1568).
Aan de overzijde ziet men de patroonheilige der slaven, St-Pedro Claver (° Spanje, 26 juni 1581, † 8 september 1654), St-Aloysius van Gonzaga (° Italië, 9 maart 1568, † Rome, 21 juni 1591) en St-Franciscus Borgia (° Spanje, 28 oktober 1510, † 30 september 1572). Deze beelden zijn stuk voor stuk het werk van Belgische beeldhouwers.
De voorstellingen van St-Alphonsus Rodriguez en St-Pedro Claver zijn gemaakt door C. Van de Cappele, de overige door Oscar Sinia (° 1877, † 1956).

### Glas-in-loodramen
De 16 glas-in-loodramen van het gelijkvloerse niveau werden vervaardigd in het atelier van de beroemde Gentse glazenier Camille Ganton-Defoin (° 1872, † 1946). Zij stellen belangrijke gebeurtenissen voor, opgediept uit het leven van Christus, zoals die hernomen zijn door Ignatius van Loyola in zijn “Geestelijke oefeningen”.
De glasramen in het hoogkoor behoren tot het oeuvre van glazenier Stalins uit Antwerpen.
Zij verbeelden de Heilige Drievuldigheid (in het midden), omringd door de vier evangelisten (Mattheüs, Marcus, Lucas, Johannes) en vier kerkvaders (Gregorius de Grote, Sint-Augustinus, Sint-Ambrosius en Sint-Hiëronimus) alsmede de acht heiligen van de jezuïetenorde.
In de kruisbeuk ziet men aan elk uiteinde een rozet.
Het exemplaar aan de rechterkant is opgedragen aan de natie: België. In het middelpunt ervan ziet men Sint-Jozef -de patroonheilige van België- met rondom hem een aantal heiligen die in België vertoefd hebben en er vereerd worden.
De rozet aan de linkerkant stelt de Boom van Jesse (Virga Jesse) voor, met in het midden Maria, zijnde de moeder van Christus, omringd door personages uit het Oude Testament.

### Kruisweg & schilderingen
De kruisweg omvat veertien staties: olieverf geschilderd op hout en ingewerkt in de zijmuren, langsheen de biechtstoelen. Deze taferelen zijn het werk van de in Gent geboren Antwerpse kunstenaar Ernest Wante (°Gent, 1872, † Antwerpen-Berchem, 1960) die -reeds zeer jong- in 1894, op 22-jarige leeftijd, gelauwerd werd met de Godecharleprijs.
In het timpaan van de toegangsdeuren links en rechts, in de kruisbeuk, ziet men grote schilderingen.
Het werk op linkertimpaan stelt enerzijds de Eerste Communie van St-Aloysius van Gonzaga voor, en anderzijds zijn vroege dood.
Op het rechtertimpaan ziet men Sint-Jan-Berchmans op pelgrimstocht, te voet onderweg naar Scherpenheuvel, alsook zijn verering voor de Moeder van Christus.

### Orgel
Het romantische orgel werd tussen 1909 en 1910 gebouwd door Jean-Emile Kerckhoff (° 1859, † 1921) die een telg was van een Vlaams geslacht van orgelbouwers. Het is uitgerust met drie klavieren en pedaal en 36 registers. Het werd ingespeeld op 6 april 1910 door Charles-Marie Widor.